# Gran Premio del Brasile 2003
Il Gran Premio del Brasile 2003 è stato un Gran Premio di Formula 1 disputato il 6 aprile 2003 al circuito di Interlagos a San Paolo. La gara vide la prima vittoria in carriera di Giancarlo Fisichella, su Jordan-Ford, dopo che in un primo momento la vittoria era stata assegnata a Kimi Räikkönen a causa di un errore del sistema di cronometraggio. Il podio fu completato da Fernando Alonso, protagonista di un violento incidente a 15 tornate dal termine che provocò la sospensione anticipata della gara.

## Vigilia

### Aspetti sportivi
L'esito finale della gara fu molto influenzato dalla decisione delle scuderie, risalente all'ottobre precedente, di utilizzare un solo tipo di pneumatici da bagnato per evento. Questa scelta, motivata con la necessità di tagliare i costi, spinse Michelin e Bridgestone a fornire alle scuderie gomme intermedie, caratterizzate da una maggiore versatilità: tuttavia, queste coperture si rivelarono inadeguate in caso di forti precipitazioni come quelle avvenute nella gara brasiliana.

### Aspetti tecnici
Diverse scuderie portarono importanti novità tecniche al terzo appuntamento stagionale. La Williams, in particolare, utilizzò per la prima volta in gara il gruppo cambio - sospensione posteriore progettato appositamente per la FW25, dopo aver affrontato i primi due Gran Premi con il retrotreno impiegato nei testi invernali sulle versioni ibride della FW24. La scuderia inglese montò, inoltre, un nuovo alettone anteriore, modificando anche la parte terminale della carrozzeria e il fissaggio dell'alettone posteriore.
Sia la Ferrari che la Renault introdussero dei nuovi alettoni posteriori molto diversi dai precedenti. Nel caso della scuderia italiana si trattava di una soluzione provata sulla nuova F2003GA, che prevedeva anche dei fori semicircolari nella parte esterna del profilo principale per limitare i vortici e che fu adottata, in gara, dal solo Rubens Barrichello. La squadra francese, invece, adottò una soluzione caratterizzata da un andamento molto sinuoso dei profili, che si rialzavano nettamente nella zona dell'attacco alle paratie.

## Prove libere

### Resoconto
Il venerdì le scuderie che avevano aderito all'iniziativa della sessione di due ore di test privati (Renault, Minardi, Jordan e Jaguar) furono le uniche a poter girare sul tracciato asciutto, mentre la sessione di prove libere e quella di qualifica si disputarono sul bagnato.

### Risultati
I tempi migliori nelle prove libere di venerdì mattina furono i seguenti:
| Pos | Nº | Pilota             | Costruttore      | Tempo    |
| --- | -- | ------------------ | ---------------- | -------- |
| 1   | 1  | Michael Schumacher | Ferrari          | 1'28"060 |
| 2   | 5  | David Coulthard    | McLaren-Mercedes | 1'28"188 |
| 3   | 17 | Jenson Button      | BAR-Honda        | 1'28"903 |

I tempi migliori nelle prove libere di sabato mattina furono i seguenti:
| Pos | Nº | Pilota             | Costruttore | Tempo    |
| --- | -- | ------------------ | ----------- | -------- |
| 1   | 20 | Olivier Panis      | Toyota      | 1'13"457 |
| 2   | 1  | Michael Schumacher | Ferrari     | 1'13"546 |
| 3   | 7  | Jarno Trulli       | Renault     | 1'13"621 |

## Qualifiche

### Resoconto
Nel Gran Premio di casa Barrichello ottenne la prima pole position stagionale, precedendo di appena undici millesimi Coulthard. In terza posizione si piazzò il sorprendente Webber, autore della migliore prestazione nella sessione di venerdì a serbatoi scarichi. L'australiano precedette Räikkönen, Trulli, Ralf Schumacher e Michael Schumacher, rallentato da alcune imprecisioni nel primo settore del proprio giro veloce.
Fisichella fece segnare l'ottavo tempo, conquistando il miglior risultato stagionale per sé e per la Jordan. Alle spalle del pilota italiano si schierarono Montoya e Alonso.

### Risultati
| Pos | Nº | Pilota                | Costruttore      | Pneumatici | Venerdì  | Sabato   | Distacco |
| --- | -- | --------------------- | ---------------- | ---------- | -------- | -------- | -------- |
| 1   | 2  | Rubens Barrichello    | Ferrari          | B          | 1'23"249 | 1'13"807 |          |
| 2   | 5  | David Coulthard       | McLaren-Mercedes | M          | 1'24"655 | 1'13"818 | +0"011   |
| 3   | 14 | Mark Webber           | Jaguar-Cosworth  | M          | 1'23"111 | 1'13"851 | +0"044   |
| 4   | 6  | Kimi Räikkönen        | McLaren-Mercedes | M          | 1'24"607 | 1'13"866 | +0"059   |
| 5   | 7  | Jarno Trulli          | Renault          | M          | 1'26"557 | 1'13"953 | +0"146   |
| 6   | 4  | Ralf Schumacher       | Williams-BMW     | M          | 1'26"709 | 1'14"124 | +0"317   |
| 7   | 1  | Michael Schumacher    | Ferrari          | B          | 1'25"585 | 1'14"130 | +0"323   |
| 8   | 11 | Giancarlo Fisichella  | Jordan-Ford      | B          | 1'26"726 | 1'14"191 | +0"384   |
| 9   | 3  | Juan Pablo Montoya    | Williams-BMW     | M          | 1'27"961 | 1'14"223 | +0"416   |
| 10  | 8  | Fernando Alonso       | Renault          | M          | 1'26"203 | 1'14"384 | +0"577   |
| 11  | 17 | Jenson Button         | BAR-Honda        | B          | s.t.     | 1'14"504 | +0"697   |
| 12  | 9  | Nick Heidfeld         | Sauber-Petronas  | B          | 1'27"111 | 1'14"631 | +0"824   |
| 13  | 16 | Jacques Villeneuve    | BAR-Honda        | B          | 1'25"672 | 1'14"766 | +0"959   |
| 14  | 10 | Heinz-Harald Frentzen | Sauber-Petronas  | B          | 1'26"375 | 1'14"839 | +1"032   |
| 15  | 20 | Olivier Panis         | Toyota           | M          | 1'25"614 | 1'14"839 | +1"032   |
| 16  | 12 | Ralph Firman          | Jordan-Ford      | B          | 1'28"083 | 1'15"240 | +1"433   |
| 17  | 15 | Antônio Pizzonia      | Jaguar-Cosworth  | M          | 1'25"764 | 1'15"317 | +1"510   |
| 18  | 21 | Cristiano da Matta    | Toyota           | M          | 1'26"554 | 1'15"641 | +1"834   |
| 19  | 19 | Jos Verstappen        | Minardi-Cosworth | B          | 1'26"886 | 1'16"542 | +2"735   |
| 20  | 18 | Justin Wilson         | Minardi-Cosworth | B          | 1'28"317 | 1'16"586 | +2"779   |

## Gara

### Resoconto
Poco prima della partenza sul circuito di Interlagos cominciò a diluviare: la partenza fu rinviata di un quarto d'ora, in modo da attendere la diminuzione dell'intensità delle precipitazioni, e la gara fu fatta partire in regime di safety car. Frentzen, Verstappen, Fisichella, Panis, Pizzonia e Firman approfittarono della situazione per rifornire, nel caso del pilota tedesco con l'intenzione di provare a concludere la gara senza effettuare altre soste ai box. Gli altri proseguirono dietro alla vettura di sicurezza, che si fece da parte dopo otto giri.
Alla ripartenza Coulthard sopravanzò immediatamente Barrichello, che nel corso del decimo passaggio venne sorpassato anche da Räikkönen e Montoya. Una tornata più tardi, i due superarono anche Coulthard, portandosi al comando della corsa, mentre Barrichello fu infilato anche da Michael Schumacher e da Webber. Durante il 17º giro sulla vettura di Firman si ruppe senza preavviso la sospensione anteriore destra: la monoposto dell'irlandese, senza più controllo, si schiantò contro quella di Panis ed entrambi i piloti furono costretti al ritiro. La safety car tornò in pista e molti piloti, tra i quali Michael Schumacher, Coulthard, Montoya, Trulli ed Alonso, ne approfittarono per effettuare un pit stop, mentre il leader Räikkönen rimase in pista. Alla ripartenza il pilota finlandese conduceva la gara davanti a Coulthard, Schumacher, Barrichello, Da Matta (non ancora fermatosi ai box) e Montoya, che però, nel corso del 25º passaggio, uscì di pista alla curva Do Sol, andando a sbattere violentemente contro le barriere.
Nello stesso punto uscirono di pista anche Pizzonia, la cui Jaguar colpì la monoposto del colombiano ferma nella via di fuga, e, due giri più tardi, Michael Schumacher. La direzione gara decise quindi di mandare in pista la vettura di sicurezza. Räikkönen rientrò ai box, perdendo molto tempo; alla ripartenza, nel corso del 30º giro, Coulthard precedeva Barrichello, Ralf Schumacher, Webber, Button ed Alonso. Due giri dopo, però, anche il pilota inglese della BAR uscì di pista alla curva Do Sol, causando un nuovo ingresso in pista della safety car. Poco prima si era ritirato per un testacoda dovuto ad un suo errore anche Jos Verstappen su Minardi, che al momento era ottavo. Il pilota olandese era partito con il serbatoio completamente pieno di benzina; anni dopo l'allora proprietario del team faentino Paul Stoddart dichiarò che, se il pilota olandese non avesse compiuto errori e fosse arrivato al traguardo, avrebbe potuto conquistare il podio o addirittura la vittoria. La Minardi aveva infatti pianificato una strategia di gara che prevedeva un caos totale derivante da un possibile nubifragio.
La gara ripartì al 34º passaggio, con Coulthard in testa davanti a Barrichello, Ralf Schumacher, Alonso, Räikkönen e Fisichella. Con la pista che si stava asciugando gradualmente il pilota finlandese risultò tra i più rapidi ad adattarsi alle condizioni variabili, portandosi rapidamente in terza posizione alle spalle di Barrichello. Quest'ultimo recuperò terreno su Coulthard, mettendo pressione all'avversario e sopravanzandolo nel corso del 44º passaggio. Una volta in testa alla corsa, Barrichello fece segnare il giro più veloce in gara, staccando nettamente Coulthard, ma tre tornate più tardi il pilota italo-brasiliano fu costretto al ritiro per un problema di pescaggio del carburante. L'ultimo doppio ritiro della scuderia di Maranello era stato nel Gran Premio del Belgio 1998. Per la Rossa si concluse anche una striscia di 55 gare consecutive in zona punti iniziata nel Gran Premio della Malesia 1999.
Coulthard tornò quindi al comando davanti a Räikkönen, Fisichella, Alonso, Frentzen, Villeneuve, Trulli e Webber: lo scozzese rifornì per l'ultima volta cinque giri più tardi, rientrando in pista in terza posizione. Räikkönen, in crisi con le gomme, commise un errore, cedendo la posizione a Fisichella e rientrando ai box a sua volta nel corso del 54º giro. Nel frattempo, però Webber perse il controllo della sua Jaguar nelle ultime, veloci curve che precedono il rettilineo d'arrivo, andando a sbattere violentemente contro le barriere e disseminando il tracciato di detriti. Alonso, arrivato troppo velocemente nella zona dell'incidente, colpì una delle ruote della monoposto dell'australiano, sbattendo a sua volta contro le barriere di protezione. La gravità di questi incidenti, in particolare quello del pilota spagnolo (che fu trasportato in ospedale per accertamenti), spinse la direzione gara ad esporre la bandiera rossa interrompendo la gara.
Al momento dell'interruzione Fisichella, in testa alla corsa, aveva appena completato il 55º giro, iniziando il 56º. Secondo il regolamento la classifica avrebbe dovuto essere stilata in base all'ordine dei piloti due tornate prima della sospensione della gara, quindi al termine del 54º passaggio. Tuttavia, per un errore del sistema di cronometraggio, la direzione gara considerò il Gran Premio concluso prima del transito di Fisichella sotto il traguardo, riportando quindi l'ordine di arrivo al 53º giro, quando Räikkönen era al comando della gara. Il pilota finlandese fu dichiarato vincitore, davanti a Fisichella, Alonso, Coulthard, Frentzen, Villeneuve, Webber e Trulli. Accortasi dell'errore, la FIA convocò una riunione che si tenne il venerdì successivo alla gara, al termine della quale fu ristabilito il corretto ordine di arrivo e Fisichella fu proclamato vincitore. Il pilota romano, vincitore per la prima volta in carriera, ricevette il primo premio da Räikkönen in occasione del successivo Gran Premio di San Marino. Alle sue spalle furono classificati Räikkönen, Alonso, Coulthard, Frentzen, Villeneuve, Ralf Schumacher e Trulli. "Fisico" fu il primo italiano a vincere una gara di F1 dopo ben undici anni di digiuno; l'ultimo a riuscirci era stato Riccardo Patrese al Gran Premio del Giappone 1992. Sia per la Jordan che per la Ford (sebbene i motori fossero realizzati dalla Cosworth) si trattava di un ritorno al successo dopo quattro anni: la scuderia irlandese, che conquistò qui la sua ultima vittoria, non vinceva dal Gran Premio d'Italia 1999, mentre il propulsore statunitense dal Gran Premio d'Europa 1999. 

Essendo stato completato il 75% della distanza di gara prevista ai piloti fu assegnato punteggio pieno.

### Risultati
| Pos | Nº | Pilota                | Costruttore      | Pneumatici | Giri | Tempo/Ritiro                        | Griglia | Punti |
| --- | -- | --------------------- | ---------------- | ---------- | ---- | ----------------------------------- | ------- | ----- |
| 1   | 11 | Giancarlo Fisichella  | Jordan-Ford      | B          | 54   | 1h31'17"748                         | 8       | 10    |
| 2   | 6  | Kimi Räikkönen        | McLaren-Mercedes | M          | 54   | +0"945                              | 4       | 8     |
| 3   | 8  | Fernando Alonso       | Renault          | M          | 54   | +6"348/incidente                    | 10      | 6     |
| 4   | 5  | David Coulthard       | McLaren-Mercedes | M          | 54   | +8"096                              | 2       | 5     |
| 5   | 10 | Heinz-Harald Frentzen | Sauber-Petronas  | B          | 54   | +8"642                              | 14      | 4     |
| 6   | 16 | Jacques Villeneuve    | BAR-Honda        | B          | 54   | +16"054                             | 13      | 3     |
| 7   | 4  | Ralf Schumacher       | Williams-BMW     | M          | 54   | +38"526                             | 6       | 2     |
| 8   | 7  | Jarno Trulli          | Renault          | M          | 54   | +45"927                             | 5       | 1     |
| 9   | 14 | Mark Webber           | Jaguar-Cosworth  | M          | 53   | Incidente                           | 3       |       |
| 10  | 21 | Cristiano da Matta    | Toyota           | M          | 53   | +1 giro                             | 18      |       |
| Rit | 2  | Rubens Barrichello    | Ferrari          | B          | 46   | Benzina                             | 1       |       |
| Rit | 17 | Jenson Button         | BAR-Honda        | B          | 32   | Incidente                           | 11      |       |
| Rit | 19 | Jos Verstappen        | Minardi-Cosworth | B          | 30   | Testacoda                           | 19      |       |
| Rit | 1  | Michael Schumacher    | Ferrari          | B          | 26   | Incidente                           | 7       |       |
| Rit | 3  | Juan Pablo Montoya    | Williams-BMW     | M          | 24   | Incidente                           | 9       |       |
| Rit | 15 | Antônio Pizzonia      | Jaguar-Cosworth  | M          | 24   | Incidente (7º)                      | 17      |       |
| Rit | 20 | Olivier Panis         | Toyota           | M          | 17   | Collisione con R. Firman            | 15      |       |
| Rit | 12 | Ralph Firman          | Jordan-Ford      | B          | 17   | Sospensione/collisione con O. Panis | 16      |       |
| Rit | 18 | Justin Wilson         | Minardi-Cosworth | B          | 15   | Testacoda                           | 20      |       |
| Rit | 9  | Nick Heidfeld         | Sauber-Petronas  | B          | 8    | Motore                              | 12      |       |

## Classifiche mondiali

### Piloti
| Pos | Pilota                | Punti |
| --- | --------------------- | ----- |
| 1   | Kimi Räikkönen        | 24    |
| 2   | David Coulthard       | 15    |
| 3   | Fernando Alonso       | 14    |
| 4   | Giancarlo Fisichella  | 10    |
| 5   | Jarno Trulli          | 9     |
| 6   | Juan Pablo Montoya    | 8     |
| 6   | Rubens Barrichello    | 8     |
| 6   | Michael Schumacher    | 8     |
| 6   | Ralf Schumacher       | 8     |
| 10  | Heinz-Harald Frentzen | 7     |
| 11  | Jacques Villeneuve    | 3     |
| 12  | Jenson Button         | 2     |
| 13  | Nick Heidfeld         | 1     |

### Costruttori
| Pos | Costruttore      | Punti |
| --- | ---------------- | ----- |
| 1   | McLaren-Mercedes | 39    |
| 2   | Renault          | 23    |
| 3   | Ferrari          | 16    |
| 3   | Williams-BMW     | 16    |
| 5   | Jordan-Ford      | 10    |
| 6   | Sauber-Petronas  | 8     |
| 7   | BAR-Honda        | 5     |